# 大甲溪橋 (清朝)
大甲溪橋是清朝福建巡撫岑毓英在臺灣大甲溪所架設的橋樑，其位置在後里莊（今臺中后里）與葫蘆墩（今臺中豐原）之間，接近今天臺鐵縱貫線山線的大甲溪鐵橋，為清朝在臺灣少數的重大工程之一，造橋的同時也計畫興築南北兩岸共計約二千丈的長堤，日後開墾兩岸荒地。該橋於光緒七年（1881年）八月開始籌建，於隔年二月底或三月初左右完工，耗資二、三十萬圓（當時臺灣田賦一年二十萬石，相當於銀12萬圓），但完成後僅數月便遭大甲溪洪水破壞。
該橋在當時文獻上有以「鐵橋」稱呼，但指的是以鐵籠裝石來當作橋墩的橋樑。

## 沿革
福建巡撫岑毓英於光緒七年（1881年）來臺巡視，閏七月十六（9月9日）時抵達基隆，十九日（9月12日）時抵臺北府，之後沿陸路南下巡視，八月初二（9月24日）到嘉義縣，八月初七（9月29日）到達臺灣府城（今臺南），八月十三（10月5日）到鳳山縣，之後走陸路北上，於八月二十五（10月17日）時在大甲溪得知此溪夏秋氾濫，妨礙交通之事，遂命各縣派員2500名，交辦隨員知府銜卓維芳承辦。卓維芳之後在八月二十九（10月21日）搭乘永保號輪船離臺商辦建橋要用鐵籠，岑毓英則在九月初二（10月24日）搭乘琛航號輪船離臺。
造橋要用的鐵籠是由福州船政局承造，因為計畫要在十月底前趕工完百個鐵籠，原料一度不足，岑毓英遂派員在十月時前往香港採買，而後在十一月初審視過後即將鐵籠運到臺灣，岑毓英也在十一月時來臺，於十一月廿九（1882年1月18日）命臺灣道劉璈到撲子口（樸仔籬，今豐原區朴子里）查看，之後利用大甲溪冬天天候晴朗、水位較淺時趕工。大甲溪橋在光緒八年（1882年）二月底或三月初左右完工後，岑毓英於三月十一（4月28日）搭乘永保號輪船離臺。
長一百五十丈的大甲溪橋完工後，四月時溪水暴漲，修建的長堤毀損二十餘丈，之後修復，但之後在六月時大甲溪又因大雨暴漲，雨勢一直到七月初才減緩，此時大甲溪橋與堤防已完全沖毀，光緒九年四月初八（1883年4月14日）的《申報》曾載說該橋原有護橋鐵籠四十座，山洪之後只留下八、九座而已。

## 評價
淡水廳吳子光《經餘雜錄》一書附有作者佚名的〈治大甲溪議〉一文，文中認為此一工程是虛耗民力財貨之事，並認為岑毓英「河平而水涸，則兩岸皆成良田」等願景是「此紙上談兵耳」，對大甲溪橋、堤工程持反對態度。
而林文龍〈驚渡大甲溪——清末大甲溪架橋築堤考略〉與黃智偉《省道台一線的故事·岑宮保飲恨大甲溪、台灣近代化的彗星》則較為肯定，認為此工程可說是臺灣近代化的開端，黃智偉《省道台一線的故事》一書中並認為此工程背後是考量到之後在今後要在臺中興建之城池的交通問題而籌建的。